# Escuela de Criminología de la Universidad de Lausana
La Escuela de Criminología de la Universidad de Lausana fue fundada por Rodolphe Archibald Reiss en 1909.
Es la primera escuela de policía científica del mundo aún abierta y es una de las pocas instituciones en Europa que ofrece entrenamiento completo en ciencias forenses. Es también la única institución universitaria en Suiza que ofrece entrenamiento completo en criminología.
La escuela ofrece un Bachelor y un máster en Ciencias Forenses, dos en Leyes y Justicia Criminal y otro en temas legales, crimen y seguridad de las nuevas tecnologías, así como doctorados en Ciencias Forenses y en Criminología.
La escuela cuenta con 10 profesores, 70 asistentes de investigación y alrededor de 400 estudiantes. 
Un equipo de investigadores de Lausana, junto con especialistas de la firma CAMAG de Basilea  —líder mundial en cromatografía— tardó dos años en reunir la Digital Ink Library (Biblioteca Digital de Tinta) para el servicio secreto de EE. UU., una base de datos de alta tecnología con 10 000 diferentes tintas recogidas por el FBI en los últimos 40 años.

## Fuente
- Swiss info.ch, 20 de mayo de 2009.